# Concert per a piano en sol major (Ravel)
El Concert per a piano en sol major va ser compost pel compositor francès Maurice Ravel entre 1929 i 1931. Consta de tres moviments, amb una durada total de poc més de 20 minuts. Ravel va dir que en aquesta peça no pretenia ser profund sinó entretenir, a la manera de Mozart i Saint-Saëns. Entre les seves altres influències es troben el jazz i la música folk basca.
La primera actuació va ser a París el 14 de gener de 1932 per la pianista Marguerite Long amb Ravel dirigint l'Orquestra Lamoureux. En pocs mesos, l'obra es va sentir a les principals ciutats d'Europa i dels Estats Units. Ha estat enregistrada moltes vegades per pianistes, orquestres i directors d'arreu del món.

## Història
El Concert per a piano en sol major va ser encarregat per Serge Koussevitzky amb ocasió del 50è aniversari de l'Orquestra Simfònica de Boston (entre les altres obres encarregades per a aquesta ocasió cal esmentar el Konzertmusik per a orquestra de corda i metalls de Paul Hindemith i la Simfonia dels salms d'Ígor Stravinski).
Es tracta de la darrera obra important del compositor, a qui poc després se li va declarar la malaltia cerebral que se'l va endur l'any 1937.
Després de la reeixida gira com a pianista per Amèrica, Ravel va desitjar estrenar aquesta obra com a solista. No obstant això, problemes de salut li ho van impedir, portant-lo els exercicis de preparació amb els estudis de Liszt i Chopin a un estat de fatiga. En lloc de Ravel, va ser Marguerite Long —coneguda per les interpretacions de música de Fauré i Debussy, i que havia sol·licitat a Ravel una obra nova— qui va estrenar el concert. Ravel li va dedicar la partitura.

## Moviments
L'obra té tres moviments:
- Allegramente
- Adagio assai
- Presto

L'obra comença sobtadament amb el so d'un fuet. En les interpretacions del concert amb un segon piano que substitueix el paper de l'orquestra, s'acostuma a colpejar la tapa del teclat del piano, creant un so semblant al del fuet. El solista al piano comença immediatament amb una sèrie d'arpegis florits en el registre agut del seu instrument, passant després a desplegar melodies inspirades en el jazz, en part recordant els viatges del compositor pels Estats Units d'Amèrica.
Tant el primer com l'últim moviment evoquen l'estil jazzístic, si bé conservant elements clàssics. El primer moviment és una peça fluida i vivaç amb harmonies que recorden les futures obres d'Aaron Copland. El bell i contemplatiu segon moviment en mi major (Adagio assai) està més en la línia de l'estil de Ravel en les seues obres impressionistes. Les cadències estan entre les més difícils del repertori. La presentació final del tema en aquest moviment inclou un extens solo de corn anglès en el qual el solista al piano, interpretant unes fluides línies de fuses, té un paper secundari. El moviment final és una peça virtuosística i increïblement ràpida que empra moltes melodies balancejades i lleugeres combinades amb altres més punyents que fan d'ella un vertader repte tècnic.